# 八齿鼠科
八齿鼠科（学名：Octodontidae）也作豎毛鼠科，是啮齿目豪猪亚目中的一科，分布于南美洲，包括以下几属：
- 智利石鼠属（Aconaemys）
- 八齿鼠属（Octodon）
- 八齿山鼠属（Octodontomys）
- 胶鼠属（Octomys）
- 黄金兔鼠属（Pipanacoctomys）
- Salinoctomys
- 鼢足鼠属（Spalacopus）
- 阿根廷平原鼠属（Tympanoctomys ）